# Enrique Low Murtra
Enrique Low Murtra (Bogotá, 23 de marzo de 1939-Bogotá, 30 de abril de 1991) fue un economista y abogado colombiano.

## Biografía
Nació en Bogotá, hijo de  Rodolfo Low Maus (alemán) y Maria Murtra Casanovas (española), ambos investigadores químicos.
Alumno del Gimnasio Campestre de Bogotá y egresado de la Universidad Nacional de Colombia en 1961, realizó estudios en la Universidad de Harvard (1966), y se desempeñó como docente en la Universidad de La Salle, Universidad Externado de Colombia, Universidad de Los Andes y de la Universidad del Valle.
Fue consejero de Estado, sobreviviente a la Toma y retoma del Palacio de Justicia en 1985, juez de Instrucción Criminal, director del Servicio Nacional de Aprendizaje (SENA), contralor general, vicepresidente de la Asociación Nacional de Industriales (ANDI), asesor del Banco Mundial, y secretario económico de la Presidencia de la República.
Se desempeñó como ministro de justicia entre septiembre de 1987 y julio de 1988, durante el gobierno de Virgilio Barco(1986-1990). Después fue embajador de Colombia en Suiza.
En diciembre de 1990, el gobierno de César Gaviria firmó el decreto retirando, con el concurso del canciller Luis Fernando Jaramillo, a Low Murtra del cargo de embajador de Colombia en Suiza, por lo cual regresó al país.

## Asesinato
De amplia trayectoria universitaria, fue conocido principalmente por su lucha contra el narcotráfico en Colombia, fenómeno por el cual defendió la extradición de colombianos a Estados Unidos por la comisión de ese delito, lo que hizo célebre su frase: «Me puede temblar la voz, pero no la moral». Durante su gestión firmó las órdenes de extradición de Pablo Escobar; Gonzalo Rodríguez Gacha y los Hermanos Ochoa (Fabio, Jorge Luis y Juan David). Por esa razón, fue asesinado el 30 de abril de 1991 a la salida de la Universidad de La Salle en la que se desempeñaba como decano y docente, mientras en el país se llevaban a cabo las sesiones de la Asamblea Nacional Constituyente, que dieron origen a la Constitución de Colombia de 1991.
A la muerte violenta de Enrique Low, el gobierno dijo que él no había solicitado ninguna protección, mientras el padre de Low Murtra aseveró que lo habían dejado solo. A raíz de su muerte, también fue conocida la frase de su esposa, quien dijo: «Matar a Enrique Low era como matar a un niño».